# Захарина Димитрова
Захарина (Захария) Мицева Димитрова е видна българска лекарка от Македония.

## Биография
Захарина Димитрова е родена на 26 ноември 1873 година в Ресен, тогава в Османската империя. Дъщеря е на Мице Вельов, който е син на известния български възрожденец Вельо Милошев. Завършва българската девическа гимназия в Солун и след това заминава да учи акушерство в Москва. От 1892 година продължава образованието си като студентка по медицина в Лозана. След това като стипендиантка на Българската екзархия продължава образованието си по медицина в Нанси, където завършва в 1901 година. Печели конкурс по анатомия и хистология за студенти и е наградена със сребърен медал по време на втората година от следването си. Завършва със златен медал за отличие. На 27 февруари 1901 г. се дипломира като първенец на курса. Докторската ѝ дисертация е на тема „Изследвания върху структурата на пинеалната жлеза при някои бозайници“. Отпечатана е в Белгия и разпространена от списание „Невракс“. Установява се в София, където полага проверочен изпит и на 23 март 1901 г. получава позволително за свободно практикуване на медицина в България. Поради избухнала епидемия спешно е изпратена като лекар в Сливен, където работи и живее до 1910 г. По това време се омъжва за военния аптекар майор Панайот Димитров. През 1910 г. двамата се установяват в Пазарджик. Първоначално постъпва в Първостепенната окръжна болница, а след това работи като училищна, участъкова и лекарка на свободна практика. По време на Балканските войни в 1912 – 1913 година Захарина завежда санитарната част в Пазарджик. Умира на 14 април 1940 година. Преглежда заболелите в бежанския лагер в Кричим. Поради мобилизация на д-р Илия Матакиев и д-р Атанас Димитров, кметът на Пазарджик я назначава за градски лекар. В аптеката на съпруга си създава първата лаборатория в града за изследване на кръв.
Поради влошено здравословно състояние, през 1930 г., се оттегля от активна лечебна работа. Започва активна благотворителна и обществена дейност като председателка на женското дружество „Будна македонка“ и активен член на женското благотворително дружество „Просвета“ – Пазарджик. С лични средства обзавежда част от родилния и старчески домове в Пазарджик. Подпомага бедни бежански семейства. Заедно със съпруга си отглеждат и издържат, за да се изучат няколко роднински деца – нямали са собствени. Сред тях е и фармацевтът Борис Ляков. Години наред осигуряват прехраната за летния ученически лагер на Първа прогимназия „Климент Охридски“ в Пазарджик. През 1838 г. закупуват и автомобил – санитарна линейка „Мерцедес“ и я даряват на болницата, за да обслужва пазарджишките граждани за оказване на бърза медицинска помощ. Една от най-старите чешми в Пазарджик „Герана“ (между сградите на Художествената галерия, Регионалния исторически музей и Старата поща) е изградена със средства на семейството, и е дар за града.
Награждавана е с орден „За гражданска заслуга“ V степен (дамски кръст) и медал „За отлична служба“. Умира на 14 април 1940 година в Пазарджик.
Личният ѝ архив се съхранява в Семеен фонд Димитрови (фонд 571К) в Държавен архив – Пазарджик. Той се състои от 75 архивни единици от периода 1892 – 2009 г.